# 0-takst
0-takst er et kortere ord for afgiftsfrit system, hvilket indebærer at ingen betaler afgifter for det pågældende anvendelige system. 

## Argument for 0-takst
Den normale trafikale intrastruktur i en by er som regel afgiftsfri på gadeplan: man kan bruge fortovet uden at skulle betale afgifter. Det samme gælder for offentlige toiletter, hvor der heller ikke kræves afgifter for at bruge dem. I forhold til kollektiv trafik betyder det, at ingen betaler afgifter for at køre med busserne og togene, men at hele systemet finansieres på anden vis, fx gennem skat. Ved at spare billetsystemet væk sparer man desuden penge, fordi der ikke længere er brug for billetmaskiner, kontrollører, personale i billetluger, elektroniske billetsystemer etc. Passagererne vil desuden slippe for den ekstra ventetid der følger med at købe og få kontrolleret sin billet.

## Politisk
Enhedslisten går til valgkamp i København for gratis busser.
I Sverige har en gruppe kaldet Planka.nu startet en forsikringsfond for passagerer der ikke køber billet, ved at betale deres kontrolafgifter. Således mener det at have indført 0-takst gennem direkte aktion.

## Byer med 0-takst
| Belgien | Kina                       | Kroatien | Frankrig           | Italien | Sverige              | USA                                                                |
| ------- | -------------------------- | -------- | ------------------ | ------- | -------------------- | ------------------------------------------------------------------ |
| Hasselt | Changning, Changzhi County | Zagreb   | Aubagne, Colomiers | Troia   | Jokkmokk, Övertårneå | Chapel Hill, Hanover, Watauga County, West Memphis, Whidbey Island |